# Битка при Беневентум (212 пр.н.е.)
Вижте пояснителната страница за други значения на Битка при Беневентум.
Втората битка при Беневентум (на латински: Beneventum) се провежда по време на Втората пуническа война през пролетта 212 пр.н.е. при град Беневентум (днес Беневенто, Италия) между римската войска с командир Квинт Фулвий Флак и картагенците с командир Хано Старши, които идват от Брутиум.
Римляните побеждават, завладяват един картагенски лагер при Беневенто и обсаждат след това град Капуа до 211 пр.н.е.